# Bretteville-le-Rabet
Pour les articles homonymes, voir Bretteville.
Bretteville-le-Rabet est une commune française, située dans le département du Calvados en région Normandie, peuplée de 297 habitants.

## Géographie

### Localisation
La commune est bordée au nord par Cauvicourt, à l'est par Soignolles, au sud par Estrées-la-Campagne et Grainville-Langannerie, à l'ouest par Urville.
Il y a deux routes départementales, dont l'une, la D 43, conduit de Langannerie à Saint-Sylvain. La D 239 part de Bretteville et mène à Soignolles. Une voie romaine, dite le « Chemin Haussé », passant par la campagne, fait la jonction avec Renémesnil (ancienne commune absorbée par Cauvicourt). La commune est aussi bordée par la route nationale 158 qui relie Caen à Falaise, et passe à fort peu de distance du village, du côté de Langannerie.

### Géologie
Le sol de la commune se compose de terrains appartenant à la formation oolithique (calcaire de Caen) et s'unit aux grandes plaines du nord du département.

### Hydrographie
La commune est située dans le bassin Seine-Normandie. Elle n'est drainée par aucun cours d'eau,.
Jadis, un fort ruisseau coulait dans la commune, connu sous le nom de Muance. Sa source est à Grainville et il ne coule à Bretteville que par intervalles. Sa largeur est d'un demi-mètre et suffisante pour son volume. Se perdant dans le sol sablonneux et calcaire de la plaine, il se retrouve à 5 km de là, vers le nord, au hameau de Saint-Martin-des-Bois à Saint-Sylvain.

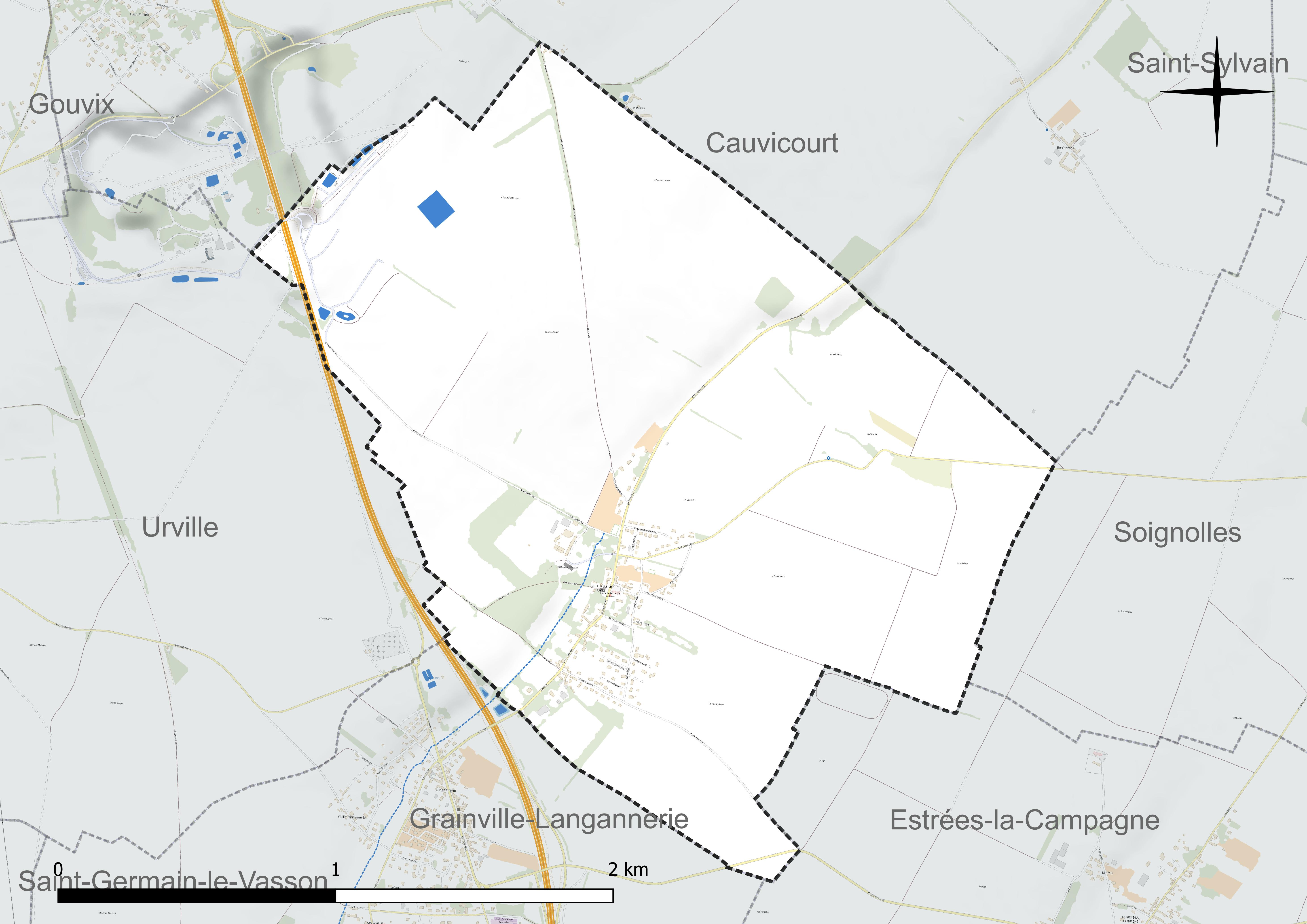
Réseau hydrographique de Bretteville-le-Rabet.

### Climat
Pour des articles plus généraux, voir Climat de la Normandie et Climat du Calvados.
En 2010, le climat de la commune est de type climat océanique altéré, selon une étude du CNRS s'appuyant sur une série de données couvrant la période 1971-2000. En 2020, Météo-France publie une typologie des climats de la France métropolitaine dans laquelle la commune est exposée à un climat océanique et est dans la région climatique  Normandie (Cotentin, Orne), caractérisée par une pluviométrie relativement élevée (850 mm/a) et un été frais (15,5 °C) et venté. Parallèlement le GIEC normand, un groupe régional d'experts sur le climat, différencie quant à lui, dans une étude de 2020, trois grands types de climats pour la région Normandie, nuancés à une échelle plus fine par les facteurs géographiques locaux. La commune est, selon ce zonage, exposée à un « climat des plateaux abrités », correspondant à la plaine agricole de Caen à Falaise, sous le vent des collines de Normandie et proche de la mer, se caractérisant par une pluviométrie et des contraintes thermiques modérées.
Pour la période 1971-2000, la température annuelle moyenne est de 10,7 °C, avec une amplitude thermique annuelle de 12,9 °C. Le cumul annuel moyen de précipitations est de 728 mm, avec 11,9 jours de précipitations en janvier et 7,7 jours en juillet. Pour la période 1991-2020, la température moyenne annuelle observée sur la station météorologique la plus proche, située sur la commune de Saint-Sylvain à 5 km à vol d'oiseau, est de 11,5 °C et le cumul annuel moyen de précipitations est de 681,2 mm,. Pour l'avenir, les paramètres climatiques de la commune estimés pour 2050 selon différents scénarios d'émission de gaz à effet de serre sont consultables sur un site dédié publié par Météo-France en novembre 2022.

## Urbanisme

### Typologie
Au 1er janvier 2024, Bretteville-le-Rabet est catégorisée commune rurale à habitat dispersé, selon la nouvelle grille communale de densité à 7 niveaux définie par l'Insee en 2022.
Elle est située hors unité urbaine. Par ailleurs la commune fait partie de l'aire d'attraction de Caen, dont elle est une commune de la couronne,. Cette aire, qui regroupe 296 communes, est catégorisée dans les aires de 200 000 à moins de 700 000 habitants,.

### Occupation des sols

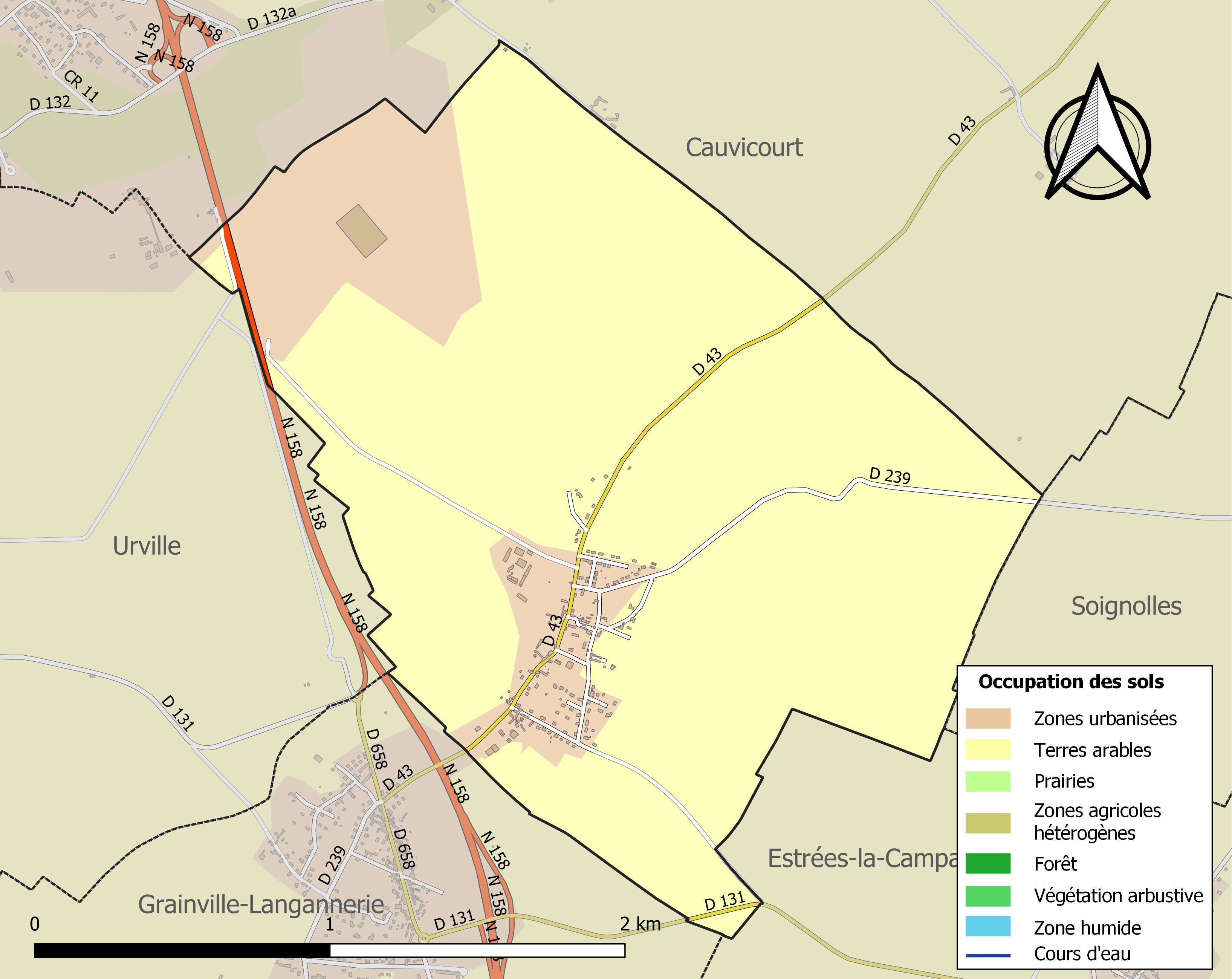
Carte des infrastructures et de l'occupation des sols de la commune en 2018 (CLC).

L'occupation des sols de la commune, telle qu'elle ressort de la base de données européenne d'occupation biophysique des sols Corine Land Cover (CLC), est marquée par l'importance des territoires agricoles (83,1 % en 2018), en diminution par rapport à 1990 (86,1 %).
La répartition détaillée en 2018 est la suivante : terres arables (83,1 %), mines, décharges et chantiers (10,9 %), zones urbanisées (6 %).
L'évolution de l'occupation des sols de la commune et de ses infrastructures peut être observée sur les différentes représentations cartographiques du territoire : la carte de Cassini (XVIIIe siècle), la carte d'état-major (1820-1866) et les cartes ou photos aériennes de l'IGN pour la période actuelle (1950 à aujourd'hui).

## Toponymie
Le nom de la localité est attesté sous les formes Britavilla depuis 1168, Breteville Larabel en 1250, Bretevilla dicta Larabella en 1260, Bretainvilla la Rabel en 1266, Bretevilla la Rabel au XIIIe siècle (charte de Saint-André-en-Gouffern, n° 65), Bresteville la Rabelle en 1373, Britavilla la Rabet au XIVe siècle (livre pelut de Bayeux), Bretheville l'Arrabel en 1453 (arch. nat. P. 271, n° 186), Berteville Rabet au XIVe siècle (Cassini).
Le nom Bretteville est issu de l'ancien français bret(e) qui signifie « breton(ne) » dans son acception ancienne, c'est-à-dire « originaire de l'actuelle Grande-Bretagne », tandis que Rabet vient de Rabel, « la (paroisse du seigneur) Rabel ».
Le nom du seigneur, attesté d'abord sous la forme Rabel est restée très longtemps en usage (en tout cas jusqu'à la fin du Moyen Âge) et l'aspect moderne Rabet n'est apparu que tardivement.
Le gentilé est Rabellois.

## Histoire

### Préhistoire
Des datations au carbone 14 révèlent la présence de l'homme à la Fordelle, à l'est de Bretteville-le-Rabet, au Néolithique (-4885 à -3910 av. J-C). La minière de la Fordelle est composée d'une quinzaine de cavités d'extraction constituées de puits communicants creusés en cloche très près les uns des autres. Chaque puits comporte une cheminée d'accès cylindrique ouvrant sur une chambre de 3 à 5 m dont le fond se situe à 2,6 m de profondeur. Chacun de ces puits a produit entre 2,5 et 6,5 m3 de silex. Le façonnage des silex était sans doute réalisé ailleurs.

### Du Moyen Âge auIerEmpire
- Rabel était un vaillant chef sous le duc Robert, père de Guillaume, qui lui donna une partie de sa flotte pour aller dévaster les côtes bretonnes. Ce Rabel, fils de Guillaume de Tancarville, avait fondé à cet endroit au XIIe siècle, une vaste commanderie de templiers[réf. nécessaire].
- Plus tard, un Rabel qui participa à la conquête de l'Angleterre, reçut des fiefs de Guillaume[19].
- Un troisième Rabel, chambellan, périt avec Guillaume Adelin sur la Blanche-Nef en 1120[20].
- Enfin, un quatrième Rabel, seigneur de Mézidon, se révolta contre le roi Étienne en 1137[21].
- On trouve dans l'adjudication de plusieurs héritages faite aux plaids de Brétheville et Tournebu en 1488 un Jean Le Normand, écuyer, seigneur de Bretteville-le-Rabet. En 1636, Jacques Le Normand bailla par contrat la seigneurie de Bretteville-le-Rabet à Charles de Baize et la lui céda définitivement en 1679[22]. Charles de Baize, neveu du précédent, fit de Jean Jacques Langlois, son neveu, son héritier en 1748. En 1793, Jean Louis Joseph Langlois légua le manoir de Bretteville à son gendre, Jean Baptiste Jacques Étienne du Bisson, ancien président au bailliage et siège présidial de Caen et trésorier de France. Ce dernier, à son tour, le légua en 1806 à son gendre, Jean Jacques Luc Edmond de Foucault, chevalier de Saint-Louis, ancien garde du corps de Louis XVI et capitaine de cavalerie.

### Les Templiers et les Hospitaliers
La commanderie de Bretteville est fondée par Rabel de Tancarville à la fin du XIIe siècle (1148), voulant imiter les seigneurs de Gouvix, alors suzerains de Bretteville. Lors de la destruction de l'ordre du Temple en 1307, il y avait trois templiers à Bretteville, un commandeur, Martin Renaud, et deux frères.
La commanderie qui dépendait du bailliage de Caen fut donnée aux Hospitaliers de l'ordre de Saint-Jean de Jérusalem qui la réunirent en 1325 à celle de Voismer et en jouirent jusqu'à la Révolution.
Sur l'emplacement de l'ancienne commanderie, on peut y voir une ferme qui porte le nom de l'Hôpital. Il reste encore quelques salles voûtées qui datent du XIIIe siècle ; elles étaient divisées en deux nefs par un rang de colonne supportant les arceaux de voûte, disposition constante à cette époque dans les pièces du rez-de-chaussée.

### Libération de Bretteville-le-Rabet enaoût 1944
Lancée le 7 août 1944, l'opération « Totalize » est une offensive mécanisée canadienne ayant pour objectif d'ouvrir la voie aux Alliés sur l'axe Caen-Falaise. Elle a débuté à 23 h par le déversement de 3 462 tonnes de bombes par 492 Lancaster entre les Aucrais et Potigny. Le 8 août, 650 chars polonais et canadiens s'élancent depuis Tilly-La-Campagne sur un front de 7 km ; dont 60 seront détruit ce même jour, au nord et à l'est de Bretteville-le-Rabet. L'assaut sur Bretteville est lancé le 9 août à 3 h 30 par trois escadrons du Canadian Grenadier Guards et les compagnies mécanisées du Lake Superior. Face à la résistance acharnée de 200 Landser (grenadiers) de la 89e Infanterie-Division, Bretteville-le-Rabet n'est libérée qu'à 15 h 30. Le même jour, l'offensive sur la cote 140 et le bois du Quesnay conduit à la perte de 83 chars Sherman polonais et canadiens. Plus de 1 270 Allemands seront faits prisonniers entre le 8 et le 10 août 1944.

## Politique et administration

### Liste des maires
| Période                                  | Période  | Identité              | Étiquette | Qualité |
| ---------------------------------------- | -------- | --------------------- | --------- | --- |
| 1800                                     | 1812     | Hubert Bocage         |           | Nommé par le sous-préfet de l'arrondissement de Falaise                                                     |
| 1812                                     | 1869     | Pierre Saint-Jean     |           | Nommé par le préfet du Calvados en 1812 Conseiller général Président de la société d'agriculture de Falaise |
| 1869                                     | 1887     | Jean Louis Saint-Jean |           | |
| 1887                                     | 1900     | Louis Giffard         |           | |
| 1900                                     | 1927     | Octave Biré           |           | Avocat, conseiller général                                                                                  |
| 1929                                     | 1931     | Robert de Foucault    |           | |
| 1931                                     | 1935     | Henri Guesnon         |           | |
| 1935                                     | 1941     | Fernand Guesnon       |           | |
| 1941                                     | 1945     | M. de Foulques        |           | |
| 1945                                     | 1953     | Henri Guesnon         |           | |
| 1953                                     | 1959     | Louis Desloges        |           | |
| 1959                                     | 2001     | Paul Énouf            | SE        | Agriculteur                                                                                                 |
| 2001                                     | 2014     | Odile Lagrange        | PS        | Contrôleur du travail                                                                                       |
| mars 2014                                | mai 2014 | Dominique Leboucher   | SE        | Commercial en assurance                                                                                     |
| 2014                                     | 2020     | Odile Hamon-Énouf     | SE        | Gérante de société                                                                                          |
| Les données manquantes sont à compléter. |          |                       |           | |

### Intercommunalité
La commune fait partie de la communauté de communes du Cingal.

## Démographie
L'évolution du nombre d'habitants est connue à travers les recensements de la population effectués dans la commune depuis 1793. Pour les communes de moins de 10 000 habitants, une enquête de recensement portant sur toute la population est réalisée tous les cinq ans, les populations de référence des années intermédiaires étant quant à elles estimées par interpolation ou extrapolation. Pour la commune, le premier recensement exhaustif entrant dans le cadre du nouveau dispositif a été réalisé en 2006.
En 2022, la commune comptait 297 habitants, en évolution de −2,62 % par rapport à 2016 (Calvados : +1,58 %, France hors Mayotte : +2,11 %).
| 1793 | 1800 | 1806 | 1821 | 1831 | 1836 | 1841 | 1846 | 1851 |
| ---- | ---- | ---- | ---- | ---- | ---- | ---- | ---- | ---- |
| 189  | 275  | 203  | 210  | 220  | 198  | 234  | 199  | 190  |

| 1856 | 1861 | 1866 | 1872 | 1876 | 1881 | 1886 | 1891 | 1896 |
| ---- | ---- | ---- | ---- | ---- | ---- | ---- | ---- | ---- |
| 220  | 211  | 220  | 191  | 181  | 167  | 167  | 165  | 158  |

| 1901 | 1906 | 1911 | 1921 | 1926 | 1931 | 1936 | 1946 | 1954 |
| ---- | ---- | ---- | ---- | ---- | ---- | ---- | ---- | ---- |
| 142  | 144  | 138  | 101  | 111  | 94   | 105  | 112  | 136  |

| 1962 | 1968 | 1975 | 1982 | 1990 | 1999 | 2006 | 2011 | 2016 |
| ---- | ---- | ---- | ---- | ---- | ---- | ---- | ---- | ---- |
| 115  | 116  | 118  | 133  | 175  | 193  | 248  | 257  | 305  |

| 2021 | 2022 | - | - | - | - | - | - | - |
| ---- | ---- | - | - | - | - | - | - | - |
| 300  | 297  | - | - | - | - | - | - | - |

## Culture et patrimoine

### Lieux et monuments

#### Le manoir seigneurial
Le manoir seigneurial, situé en face de l'église paroissiale, subsiste de nos jours. La disposition actuelle du manoir et des autres bâtiments, de la haute et de la basse-cour ainsi que du potager et de son pavillon est semblable à celle dessinée en 1755 par Trudaine. Dans la partie la plus élevée est le manoir qui parait du XVIIIe siècle ; des caves voûtées existent dans ce manoir qui a la forme et les dimensions de beaucoup d'autres maisons féodales de la plaine de Caen. Entouré d'écuries, d'étable, remise, grange, pressoir et four à pain, il a conservé sa vocation agricole jusqu'au milieu du XXe siècle. Un parc, fermé de murs et traversé par un vallon sous lequel coule par intervalles un petit ruisseau connu sous le nom de Muance, y est annexé. La propriété, transmise de génération en génération, appartient à la famille de Foucault.

#### L'église Saint-Lô
Inscrite au titre des monuments historiques par arrêté du 19 septembre 1928, l'église dépendait du diocèse de Bayeux. Entre 1135 et 1142, Robert de Bretteville l'offrit en patronage à l'abbaye du Plessis-Grimoult. L'édifice date du début du XIIe siècle, mais les baies du chœur sont du XVe et la nef du XVIIIe (date 1785 sur la porte occidentale). Elle contient trois cloches  en bronze installées et baptisées en 1821 qui sont répertoriées à l'Inventaire général du patrimoine culturel.

#### Le Chemin Haussé
Le Chemin Haussé est une voie romaine appelée également « Chemin du Duc Guillaume » qui longe la commune, répertorié à l'Inventaire général du patrimoine culturel. Il joua un rôle stratégique à partir du IIIe siècle av. J.-C. pour acheminer les troupes vers la zone côtière qui subissait les incursions des saxons. Il tire son nom d'un mode de construction typique des voies antiques : la fondation est constituée d'une épaisse accumulation de pierres et de sable qui surélève le chemin par rapport aux terrains environnants. Un important fossé courait à une vingtaine de mètres de chaque côté de la chaussée. La largeur globale de la structure était de 32 mètres. Ces fossés avait une fonction de drainage et servaient à délimiter l'espace aliénable du domaine public.

### Autres lieux et monuments
- L'Hospital. Restes d'une ancienne commanderie des Templiers (salle du XIIe siècle (?)), dans un édifice du XVIIIe siècle[37].

### Personnalités liées à la commune
- Jean Jacques Luc Edmond de Foucault (1764-1846), chevalier de l'ordre royal et militaire de Saint-Louis.

### Héraldique
| Blason de Bretteville-le-Rabet | Blason  | Écartelé : au 1er d'argent à la croix pattée et alésée de gueules, au 2e de gueules à deux léopard d'or armés et lampassés d'azur, l'un sur l'autre, au 3e d'azur à une gerbe de blé d'or, au 4e d'argent à un silex taillé au naturel, posé en pal la pointe en bas, au filet d'azur, ondé de deux pièces, brochant en fasce sur la partition, à la vergette d'argent brochant sur le tout. |
| Blason de Bretteville-le-Rabet | Détails | Les deux léopards d'or sur champ de gueules rappellent les armoiries de la Normandie. La croix pattée représente la commanderie templière, la gerbe de blé évoque la plaine rurale, et le silex la présence de peuplement au Néolithique. Adopté en 1987. |